# Travis Scott (Rapper)

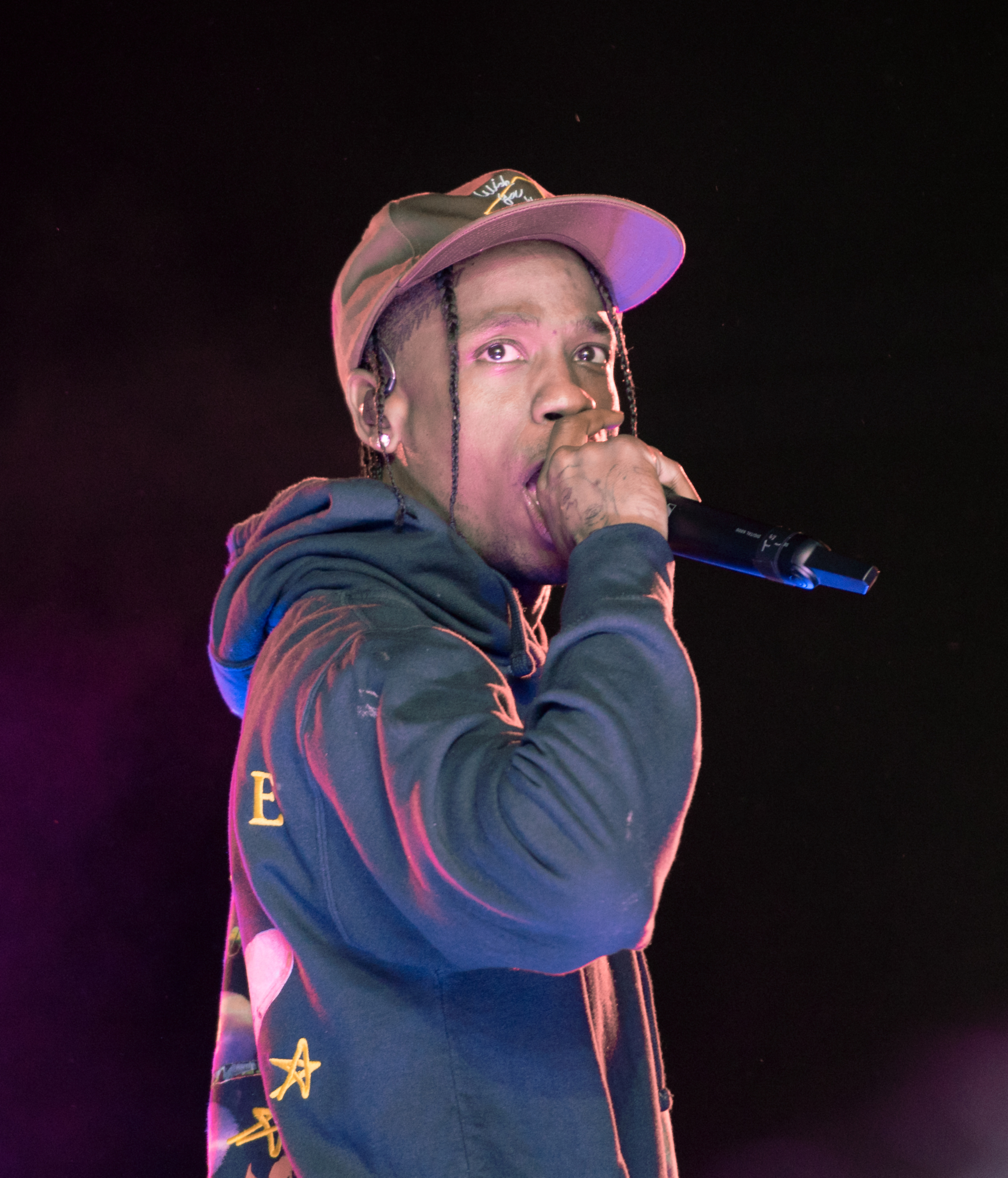
Travis Scott am Openair Frauenfeld 2019

Travis Scott (* 30. April 1991 als Jacques Berman Webster II in Houston, Texas), ehem. stilisiert Travi$ Scott, auch bekannt als La Flame und Cactus Jack, ist ein US-amerikanischer Rapper, Sänger und Musikproduzent. Der Name Travis Scott ist eine Hommage an seinen Onkel sowie an seinen musikalischen Einfluss Kid Cudi, dessen bürgerlicher Name Scott Mescudi lautet.

## Biografie
Scott wuchs in Missouri City, einem Vorort von Houston, auf. Seine Kindheit war von einer Mischung aus künstlerischen und akademischen Einflüssen geprägt. Seine Mutter arbeitete bei Apple, und sein Vater betrieb ein eigenes Geschäft, war aber auch Musiker. Travis besuchte die Elkins High School und begann anschließend ein Studium an der University of Texas at San Antonio, das er jedoch nach zwei Jahren abbrach, um eine Musikkarriere zu verfolgen.
Travis Scotts musikalische Laufbahn begann 2008, als er gemeinsam mit einem Schulfreund das Duo "The Graduates" gründete. Später bildete er mit Chris Holloway das Duo "The Classmates" und veröffentlichte zwei Projekte. Nach der Auflösung der Gruppe zog Scott nach Los Angeles, um seine Solokarriere voranzutreiben. Hier erregte er die Aufmerksamkeit von T.I. und Kanye West, die seine Frühwerke unterstützten.
Sein erstes Mixtape, Owl Pharaoh, wurde 2013 veröffentlicht und markierte den Beginn seiner breiteren Bekanntheit. Im folgenden Jahr brachte er das Mixtape Days Before Rodeo heraus, das von Kritikern positiv aufgenommen wurde. 2015 erschien sein Debütalbum Rodeo, das Hits wie "Antidote" und "3500" enthielt. Das Album etablierte ihn als aufstrebenden Star in der Hip-Hop-Szene.
Sein zweites Studioalbum, Birds in the Trap Sing McKnight (2016), erreichte Platz 1 der Billboard 200. Gleichzeitig arbeitete er mit dem Sänger und Produzenten Kid Cudi an dem Projekt Huncho Jack, Jack Huncho. 2018 veröffentlichte er sein drittes Studioalbum Astroworld, das sowohl ein kommerzieller als auch kritischer Erfolg war. Die Single "Sicko Mode" wurde ein weltweiter Hit und erhielt mehrere Platinauszeichnungen.
Scott hatte prominente Auftritte beim Wrestling Verband WWE. An der Seite von The Rock (Dwayne Johnson) trat er am 1. März 2025 bei Elemination Chmaber auf, in einem Segment, bei dem sich Publikumsliebling John Cena an der Seite von Scott und The Rock erstmals seit 22 Jahren zum Bösewicht wandelte (Heel-Turn), was als „sensationelles“ Wrestling-Ereignis bezeichnet wurde. Bei WrestleMania 41 am 20. April 2025 trat er erneut auf und mischte sich entscheidend in den Main Event zugunsten von John Cena gegen Cody Rhodes ein. Scotts Beteiligung an dem Match sorgte für massive Kritik bei Kritikern und Fans. Scotts Rolle in dieser Storyline wurde nicht erklärt und blieb unklar, er selbst gab bei beiden Veranstaltungen kein Statement ab.

## Musikalischer Stil und Einfluss
Travis Scotts Musik zeichnet sich durch eine Mischung aus Hip-Hop, psychedelischen Klängen und Auto-Tune-Elementen aus. Seine Produktionen sind oft experimentell und beinhalten eine dichte Atmosphäre. Er nennt Kid Cudi, Kanye West und T.I. als wichtige Einflüsse.

## Kontroversen und Astroworld-Festival 2021
Seit 2018 veranstaltet Scott das Astroworld Festival. Im November 2021 wurden auf dem Festivalgelände bei einer Massenpanik mehr als 300 Menschen verletzt und zehn Menschen im Alter von 9 bis 27 Jahren getötet. Viele von ihnen erlitten einen Herzstillstand. Unmittelbar nach dem Vorfall wurde Kritik an Scott laut, welcher schon bei früheren Konzerten das Publikum ermunterte, Sicherheitsbarrieren zu überspringen und die Bühne zu stürmen. Auch der kanadische Rapper Drake, welcher zu Gast auf der Bühne stand, soll die Menge angestachelt haben. Der zuständige Polizeichef von Houston habe Scott kurz vor dem Konzert davor gewarnt, dass die Menge schwer zu kontrollieren sein würde. Zudem hat Scott seinen Auftritt erst 37 Minuten nach den ersten Meldungen über kollabierende Menschen abgebrochen. Berichten zufolge hat Scott seinen Auftritt mehrere Male unterbrochen, um Sicherheitsleute um Hilfe zu bitten, dennoch wird ihm vorgeworfen, verzweifelte Zurufe von Fans ignoriert zu haben. So stieg eine junge Frau auf eine Plattform für Kameraleute und rief, dass Menschen sterben würden. Und auch das Eintreffen von Krankenwagen hielt Scott nicht davon ab, seinen Auftritt immer wieder fortzusetzen. Der Veranstalter und die beiden Rapper sollen fahrlässig, unachtsam und rücksichtslos die Massenpanik in Kauf genommen haben, woraufhin Klage eingereicht wurde. Der Schriftzug „See ya on the other side“, der während des Auftritts eingeblendet und auch im Merchandise des Künstlers vertreten war, sorgte nachträglich für Aufsehen.

## Privatleben
Travis Scott war mehrere Jahre in einer Beziehung mit der Unternehmerin und Reality-TV-Persönlichkeit Kylie Jenner. Das Paar hat zwei gemeinsame Kinder. Scott ist auch bekannt für seine Partnerschaften mit Marken wie Nike, McDonald’s und Fortnite, durch die er seinen Einfluss über die Musik hinaus erweitern konnte.

## Diskografie
Studioalben

| Jahr | Titel Musiklabel                                                   | Höchstplatzierung, Gesamtwochen, AuszeichnungChartplatzierungen (Jahr, Titel, Musiklabel, Platzierungen, Wochen, Auszeichnungen, Anmerkungen) | Höchstplatzierung, Gesamtwochen, AuszeichnungChartplatzierungen (Jahr, Titel, Musiklabel, Platzierungen, Wochen, Auszeichnungen, Anmerkungen) | Höchstplatzierung, Gesamtwochen, AuszeichnungChartplatzierungen (Jahr, Titel, Musiklabel, Platzierungen, Wochen, Auszeichnungen, Anmerkungen) | Höchstplatzierung, Gesamtwochen, AuszeichnungChartplatzierungen (Jahr, Titel, Musiklabel, Platzierungen, Wochen, Auszeichnungen, Anmerkungen) | Höchstplatzierung, Gesamtwochen, AuszeichnungChartplatzierungen (Jahr, Titel, Musiklabel, Platzierungen, Wochen, Auszeichnungen, Anmerkungen) | Anmerkungen                                                   |
| Jahr | Titel Musiklabel                                                   | DE | AT | CH | UK | US | Anmerkungen                                                   |
| ---- | ------------------------------------------------------------------ | --- | --- | --- | --- | --- | ------------------------------------------------------------- |
| 2015 | Rodeo Cactus Jack Records / Epic Records                           | DE60 (1 Wo.)DE | AT53 (1 Wo.)AT | CH14 (2 Wo.)CH | UK22 Gold · (1 Wo.)UK | US3 ×2Doppelplatin · (59 Wo.)US | Erstveröffentlichung: 4. September 2015 Verkäufe: + 2.280.000 |
| 2016 | Birds in the Trap Sing McKnight Cactus Jack Records / Epic Records | — | — | — | UK19 Gold · (5 Wo.)UK | US1 ×4Vierfachplatin · (286 Wo.)US | Erstveröffentlichung: 2. September 2016 Verkäufe: + 4.575.000 |
| 2018 | Astroworld Cactus Jack Records / Epic Records                      | DE4 Gold · (… Wo.)DE | AT4 Platin · (… Wo.)AT | CH2 Platin · (… Wo.)CH | UK3 Platin · (87 Wo.)UK | US1 ×6Sechsfachplatin · (… Wo.)US | Erstveröffentlichung: 3. August 2018 Verkäufe: + 7.911.500    |
| 2023 | Utopia Cactus Jack Records / Epic Records                          | DE2 Gold · (… Wo.)DE | AT1 (… Wo.)AT | CH1 (… Wo.)CH | UK1 Gold · (67 Wo.)UK | US1 ×2Doppelplatin · (… Wo.)US | Erstveröffentlichung: 28. Juli 2023 Verkäufe: + 2.917.500     |

## Auszeichnungen
Travis Scott hat zahlreiche Preise gewonnen, darunter mehrere BET Awards, Billboard Music Awards und Grammy-Nominierungen. Seine innovativen Live-Auftritte und visuellen Inszenierungen haben ihm einen einzigartigen Platz in der Musikindustrie verschafft.